# Liste der Bischöfe von Rožňava

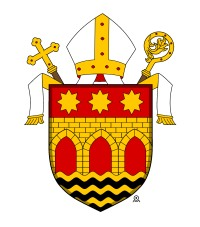
Wappen des Bistums Rožňava

## Bischöfe
Die folgenden Personen sind/waren Bischöfe des Bistums Rožňava:
| Nr. | Bischof                                    | von         | bis  | Beschreibung | Darstellung | Wappen |
| --- | ------------------------------------------ | ----------- | ---- | --- | ----------- | ------ |
| 01  | Ján Galgóczy                               | 1776        | 1776 | * in Pressburg, am 15. Januar 1776 zum Bischof von Rožňava ernannt, † 5. April 1776 in Trnava |             |        |
| 02  | Antal Révay                                | 1776        | 1780 | am 19. April 1776 zum Bischof von Rožňava ernannt, am 18. September 1780 als Anton II. de Révaj zum Bischof von Nitra ernannt, † 26. Dezember 1783 |             |        |
| 03  | Antal Andrássy                             | 1780        | 1799 | * 1742 in Rumanová am 17. Dezember 1780 zum Bischof von Rožňava ernannt, † 12. Dezember 1799 |             |        |
| 04  | František Szányi                           | 1801        | 1810 | * 17. Oktober 1740 in Torna (Turňa nad Bodvou), am 22. September 1764 zum Priester geweiht, am 23. Dezember 1801 zum Bischof von Rožňava ernannt, konsekr. am 21. Februar 1802, † 29. März 1810 |             |        |
| 05  | László Esterházy                           | 1814        | 1824 | * 10. Juni 1769 in Sopron, (Ungarn), am 26. Juli 1792 zum Priester geweiht, am 26. September 1814 zum Bischof von Rožňava ernannt, konsekr. 1815, † 11. September 1824 |             |        |
| 06  | František Lajčák                           | 1825        | 1827 | * in Banská Štiavnica, 1795 zum Priester geweiht, am 4. September 1825 zum Bischof von Rožňava ernannt, 1827 Bischof von Varadino (Großwardein) (Rumänien) emeritiert 1842, † 5. Mai 1842 |             |        |
| 07  | Ján Krstitel Scitovszky                    | 1828        | 1839 | * 6. November 1785 in Belá, am 5. November 1809 in Rožňava zum Priester geweiht, am 21. Januar 1828 zum Bischof von Rožňava ernannt, konsekr. am 25. März 1828, am 18. Februar 1839 zum Bischof von Pécs (Ungarn) ernannt, am 28. September 1849 zum Erzbischof von Esztergom, (Ungarn) ernannt, am 23. November 1849 auch Apostolischer Administrator von Pécs - emerit. am 6. Januar 1852, am 7. März 1853 zum Kardinal kreiert, † 19. Oktober 1866 |             |        |
| 08  | Dominik Zichy                              | 1840        | 1842 | Bischof von Rožňava und von 1842 bis 1849 Bischof von Veszprém (Ungarn), ermrit. 1849, † 30. Oktober 1879 in Siebenbürgen |             |        |
| 09  | Vojtech Bartakovics                        | 1845        | 1850 | * 9. April 1792 in Felso Elephant am 20. Januar 1845 zum Bischof von Rožňava ernannt, am 30. September 1850 Erzbischof von Eger, (Ungarn), † 1873 |             |        |
| 10  | István Kollárcsik                          | 1850        | 1869 | * 15. August 1796 in Župčany, 1819 zum Priester geweiht, 1850 zum Bischof von Rožňava ernannt, konsekr. am 2. März 1851, † 18. Juli 1869 |             |        |
| 11  | Jurai Schopper                             | 1872        | 1895 | * 9. März 1818 in Pest, am 29. März 1842 in Wien zum Priester geweiht, am 17. Januar 1872 zum Bischof von Rožňava ernannt, konsekr. am 26. Mai 1872 in Esztergom, † 10. April 1895 |             |        |
| 12  | Ján Ivankovic                              | 1896        | 1905 | * 24. Dezember 1846 in Szeged, (Ungarn), am 5. Mai 1870 zum Priester geweiht, am 3. Dezember 1896 zum Bischof von Rožňava ernannt, konsekr. am 25. April 1897, emerit. am 11. Dezember 1905 und zum Titularbischof von Sidyma ernannt, † 31. Mai 1910 |             |        |
| 13  | Lajos Balós de Sipek (Balás)               | 1905        | 1920 | * 20. August 1855 in Becske, (Ungarn), am 7. Juli 1878 zum Priester geweiht, am 17. Oktober 1905 zum Bischof von Rožňava ernannt, konsekr. am 21. Dezember 1905 durch Papst Pius X. † 18. September 1920 |             |        |
| 14  | Michal Bubnic                              | (1925) 1939 | 1945 | * 22. Mai 1877 in Borinka, am 22. Juni 1900 in Trnava zum Priester geweiht, am 31. Oktober 1925 zum Titularbischof von Scilium und Apostolischen Administrator von Rožňava ernannt, konsekr. am 8. Dezember 1925, am 19. Juli 1939 Bischof von Rožňava, † 22. Februar 1945 |             |        |
| 15  | Robert Pobožný Apostolischer Administrator | 1949        | 1972 | * 20. Mai 1890 in Tisovec, am 4. September 1913 zum Priester geweiht, am 25. Juli 1949 zum Titularbischof von Neila und Apostolischen Administrator von Rožňava ernannt, konsekr. am 14. August 1949, † 9. Juni 1972 |             |        |
| 16  | Eduard Kojnok                              | 1990        | 2008 | * 14. August 1933 in Veľká Suchá, am 24. Juni 1956 zum Priester geweiht, am 14. Februar 1990 zum Bischof von Rožňava ernannt, Bischofsweihe am 18. März 1990, emeritiert am 27. Dezember 2008, † 27. Oktober 2011 |             |        |
| 17  | Vladimír Filo                              | 2008        | 2015 | * 15. Januar 1940 in Gáň, am 25. Juli 1962 in Trnava zum Priester geweiht, am 17. März 1990 zum Titularbischof von Thucca in Mauretania und zum Weihbischof in Trnava ernannt, Bischofsweihe am 16. April 1990, am 23. November 2002 Koadjutorbischof von Rožňava, am 27. Dezember 2008 Bischof von Rožňava, emeritiert am 21. März 2015, † 18. August 2015                                                                                           |             |        |
| 18  | Stanislav Stolárik                         | 2015        |      | * 27. Februar 1955 in Rožňava, Priesterweihe am 11. Juni 1978 in Bratislava für das Bistum Košice, am 26. Februar 2004 zum Titularbischof von Barica und Weihbischof in Košice ernannt, Bischofsweihe am 20. März 2005, Bischof von Rožňava am 21. März 2015 |             |        |

## Weihbischöfe
Die folgenden Personen sind/waren Weihbischöfe im Bistum Rožňava
| Nr. | Bischof       | von  | bis  | Beschreibung | Darstellung | Wappen |
| --- | ------------- | ---- | ---- | --- | ----------- | ------ |
| 01  | Jozef Vibe(r) | 1901 | 1904 | * 29. Juli 1796 in Esztergom, (Ungarn), 1818 zum Priester geweiht, 1852 zum Titularbischof von Alia und am 19. Juni 1856 zum Weihbischof in Rožňava ernannt, † 15. Januar 1866 |             |        |